# Az 1956-os forradalom Győrben
1956. október 25-én kezdődött Győrben a forradalmi átalakulás. A Kapuvárról Budapestre utazni szándékozó Szigethy Attila sofőrje nem mert továbbmenni kocsijával a bizonytalan fegyveres alakulatok jelenléte miatt a Budapest felé vezető úton. Győrben közben már ülésezett a Győri Írócsoport, Lendvai Mihály vezetésével. Jelen volt ott közöttük Lazar Brankov is a Rajk-per hatodrendű vádlottja, aki a XX. szovjet pártkongresszus utóhatásának következményeként Győrben telepedett le 1956 márciusában szabadulása után.
Az Írócsoport beszélgetésének fő témája volt " hogyan tovább" kérdésre adandó közösen kialakított álláspont szerint válasz keresése. 
Szigethy Attila jelenléte adott új ötletet a jelenlevőknek, akik Brankovnak és társainak 1944 őszén átélt élménye szerint hasonló helyzetben voltak Banja Lukán, ahonnan a város vezetősége a csetnikek kivonulásával együtt Tito közeledésének hírére hagyta el a várost. Brankov és társai ezután falragaszokon tették közzé egy Ideiglenes Nemzeti Bizottság megalakítását a polgárság megnyugtatására, hogy a város már nincsen vezetőség nélkül.
Ekkor javasolták Szigethy Attilának vegye át ebben a kritikus és hasonló helyzetben a Győr városában megalakítandó Ideiglenes Nemzeti Tanács vezetését. Indokolásként felhozták, hogy jó kapcsolata van Kádár Jánossal, Nagy Imrével és Gosztonyi Györggyel is. Hosszas mérlegelés után Szigethy Attila, aki ekkor még országgyűlési képviselő is volt, kérve a jelenlévőket a tőlük függő és lehetséges általuk számára nyújtandó támogatásra, a kérést elfogadta és másnap már a Városházára ment a Nemzeti Tanácsban működni akaró személyekkel a leendő és kihirdetendő program kialakítására....